# تیم ملی بسکتبال قزاقستان
تیم ملی بسکتبال قزاقستان نماینده قزاقستان در مسابقات بین‌المللی بسکتبال است. این تیم بالاترین سطح بسکتبال در کشور قزاقستان نیز هست.